# Celonites rothschildi
Celonites rothschildi är en stekelart som beskrevs av François du Buysson 1906. Celonites rothschildi ingår i släktet Celonites och familjen Masaridae. Inga underarter finns listade.